# Hugo Pill

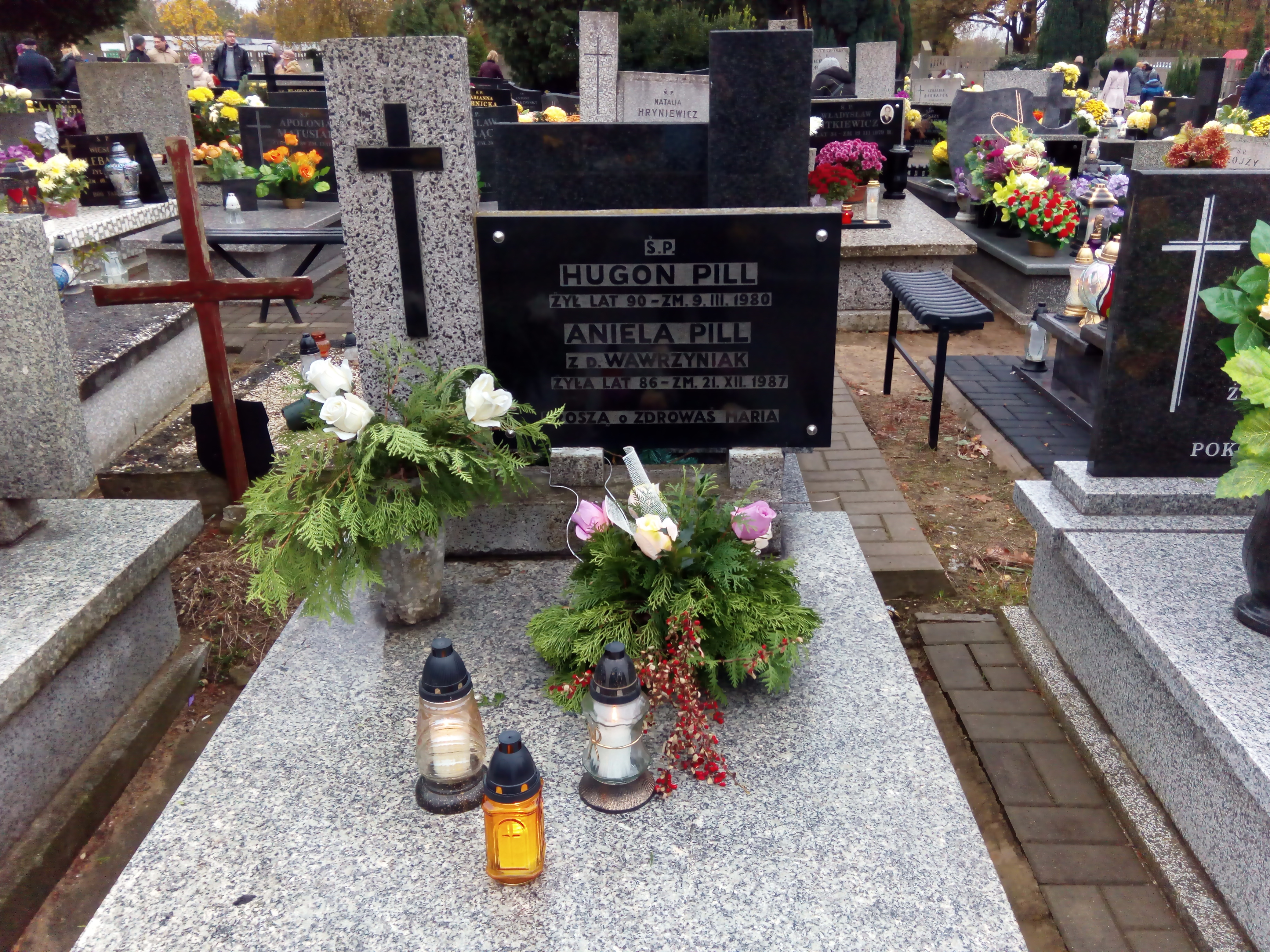
Nagrobek rodziny Pillów na cmentarzu rzymskokatolickim przy ul. Szczecińskiej w Łodzi

Hugo Pill (Hugon Maksymilian) (ur. w 1890 w Nowym Rokiciu, zm. 9 marca 1980) – polski architekt, inżynier budownictwa, praktykujący w Łodzi.

## Życiorys
Syn właściciela cegielni Jana i Otylii z Engelów. Po ukończeniu w 1908 r. łódzkiej Wyższej Szkoły Rzemieślniczej studiował na Politechnice w Kijowie (1908–1916). Następnie studiował w Inżynierskiej Szkole Wojskowej w Kijowie w 1917 r., po ukończeniu której podjął służbę w Dyrekcji Kolei Południowo-Wschodnich. Potem w Sarnach na Wołyniu pracował jako naczelnik sekcji drogowej.
Po odzyskaniu przez Polskę niepodległości wrócił do kraju. W 1920 r. podczas wojny polsko-bolszewickiej walczył w wojskach inżynieryjnych. Po wojnie podjął pracę architekta, w latach 1922–1926 był architektem dzielnicowym Inspekcji Budowlanej, a następnie referentem technicznym Oddziału Komunikacji Wydziału Budownictwa w Łodzi. Od 1926 r. pracował jako architekt wolno praktykujący. Był członkiem łódzkiego Koła Architektów i Budowniczych, z ramienia którego zasiadał w jury konkursu na szkołę podstawową przy ul. Rokicińskiej 41 (obecnie Aleja marsz. Józefa Piłsudskiego w Łodzi) w Łodzi w 1929 r.
W 1937 r. był członkiem Stowarzyszenia Architektów Rzeczypospolitej Polskiej Oddziału w Łodzi (mieszczącego się przy ul. Piotrkowskiej 102). Po 1945 r. pracował w Biurze Projektów Inwestycji Handlu Wewnętrznego, wykonał w 1951 r. niezrealizowany projekt biurowca PSS przy ul. Piotrkowskiej.
W 1937 mieszkał przy ul. Dąbrowskiej (obecnie ul. Jarosława Dąbrowskiego) 32. 24 lipca 1937 r. ożenił się w Łodzi z Anielą Wawrzyniak ur. ok. 1901.
Według Stefańskiego urodził się w 1890 w Nowym Rokiciu, zaś według Strzałkowskiego w 1896. Stefański nie precyzuje w swojej publikacji daty jego śmierci, sugerując, że ta nastąpiła po 1951 roku, natomiast Strzałkowski podaje 1943. Tezę Stefańskiego potwierdza nekrolog poświęcony magistrowi inżynierowi Hugonowi M. Pillowi w Dzienniku Popularnym, wskazujący datę śmierci 9 marca 1980 roku i podający wiek zmarłego, wynoszący 90 lat.
Pilla pochowano na cmentarzu rzymskokatolickim przy ul. Szczecińskiej w Łodzi gdzie spoczywa wraz z Anielą Pill z domu Wawrzyniak.

## Niektóre zaprojektowane obiekty wybudowane w Łodzi
- 8 jednopiętrowych bliźniaczych domów dwurodzinnych o uproszczonej zmodernizowanej formie jako Osiedle Towarzystwa Budowy Domów dla Niższych Pracowników Zarządu Miejskiego przy ul. Objazdowej, Żmudzkiej, Wygodnej na Karolewie, 1930-1934; nie zrealizowano planowanego budynku socjalnego z wieżą ciśnień dla lokalnego wodociągu,
- przebudowa elewacji kamienicy przy ul. H. Sienkiewicza 102, róg Gubernatorskiej (obecnie ul. Edwarda Abramowskiego), 1936.